# Freiheitskämpferdenkmal Unken

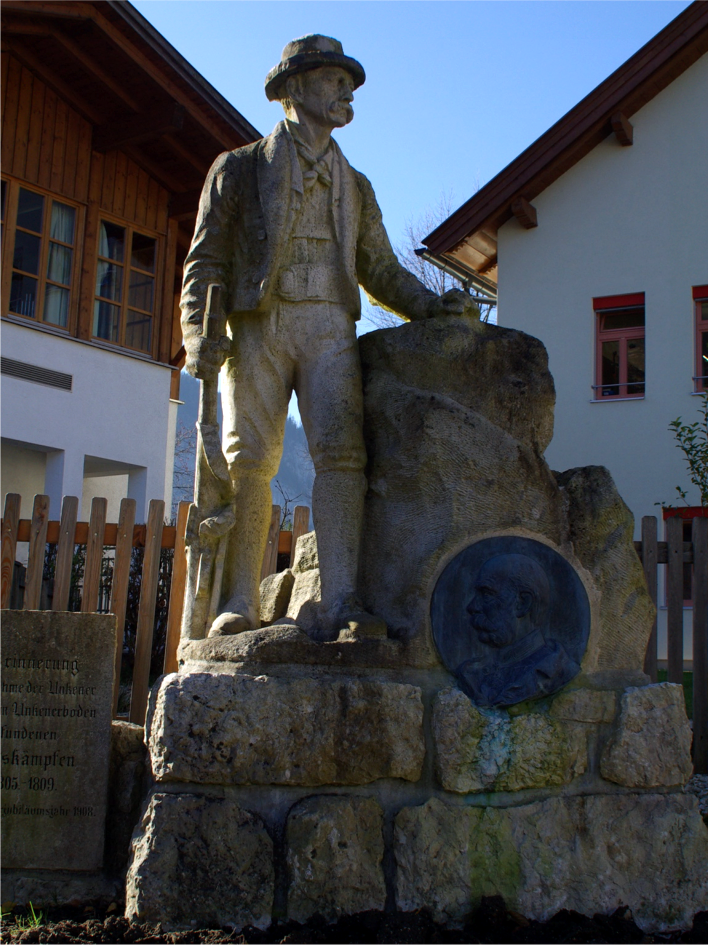
Freiheitskämpferdenkmal in Unken

Das Freiheitskämpferdenkmal ist ein denkmalgeschütztes Kriegerdenkmal (Listeneintrag) in der Gemeinde Unken im Land Salzburg. Es wurde am 20. September 1908 zur Erinnerung der Teilnahme der Unkener Bevölkerung an den Tiroler Freiheitskämpfen, sowie zum 60-jährigen Regierungsjubiläum Kaiser Franz Josephs I. errichtet.

## Beschreibung

### Standort

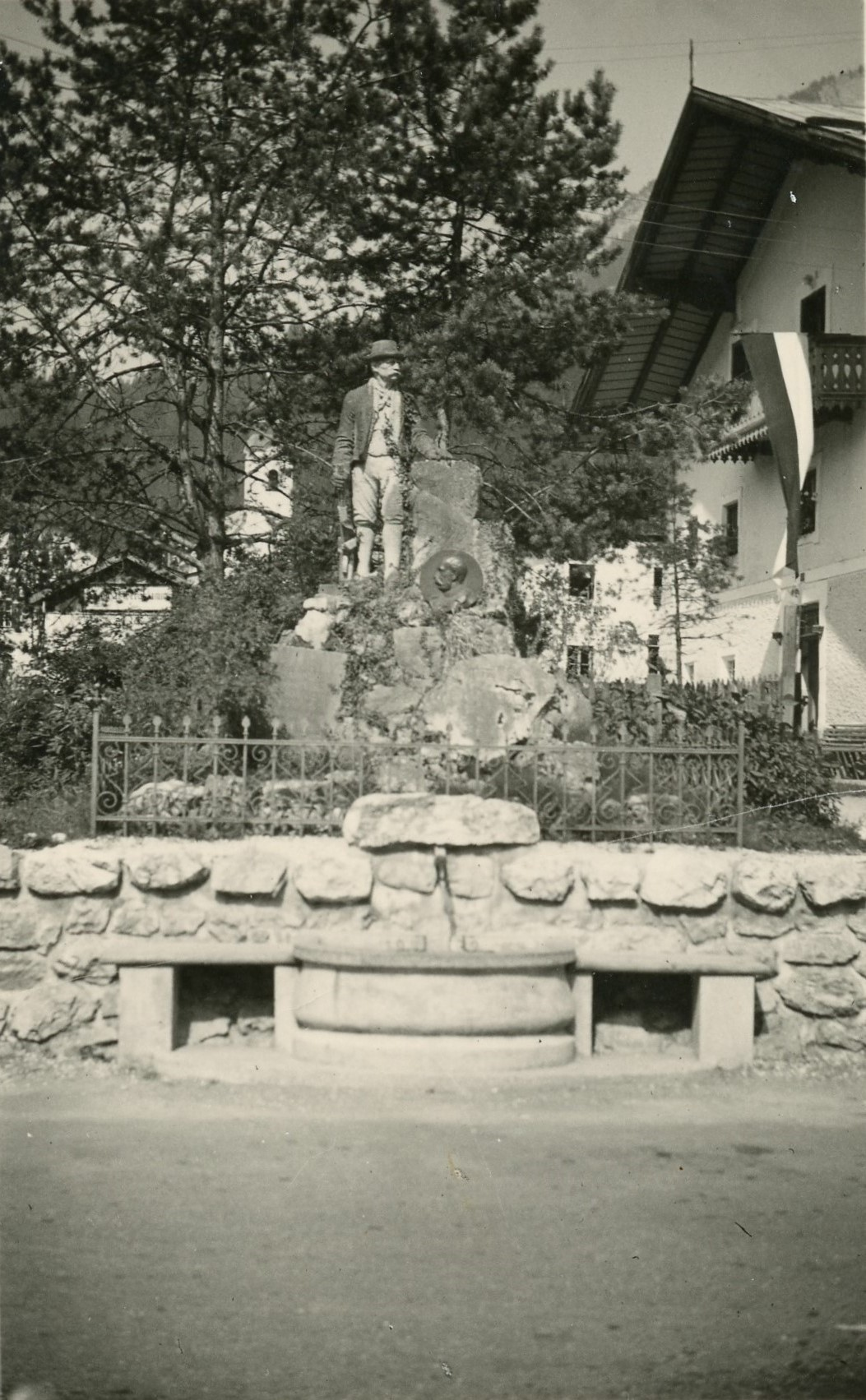
Denkmal am alten Standort mit Dorfbrunnen nach dem Straßenbau von 1933

Seinen heutigen Standort findet das Freiheitskämpferdenkmal im ehemaligen Schulgarten der Volksschule in Unken. Seinem ursprünglichen Aufstellungsort am Kreuzungspunkt zwischen der Unkener Landesstraße (L272) und der Heutaler Landesstraße (L251) musste der „Alte Fuchs“ nach einem Gemeinderatsbeschluss am 22. Juli 1977 wegen des beabsichtigten Ausbaus der Dorfstraße weichen.

### Alter Fuchs
Die aus wetterfestem Kalkstein gehauene, etwa 1,90 m hohe Statue stellt einen Freiheitskämpfer in der alten Landestracht dar, welcher in der rechten Hand den gesenkten Stutzen haltend und die linke Faust an aufeinandergeschichteten Steinblöcken abstützend, dem ankommenden Feinde entgegenschaut. Hierfür stand dem Salzburger Bildhauer Leo von Moos der 59-jährige "Fuchsbauer" aus Unken, Martin Friedl, Modell. Das heute als „Alter Fuchs“ bezeichnete Denkmal verdankt seinen informellen Namen dem Unkener Oberleutnant Josef Fuchs, welcher gemeinsam mit den Unkener Schützen im Dezember 1800 unter dem militärischen Kommando des Lungauer Kompanieführer Jakob Strucker stehend, sich im Rahmen des zweiten Koalitionskrieges gegen französische Truppen erfolgreich am Botenbühel in Melleck kämpfend zur Wehr setzte. Die heutige Uniform der männlichen Mitglieder der Trachtenmusikkapelle Unken ist der Tracht des „Alten Fuchs“ nachempfunden.

### Kaiserrelief und Gedenktafel
Am Sockel des Steinblockes befindet sich ein, ebenfalls von Leo von Moos angefertigtes Bronzerelief, welches den nach links blickenden Kaiser Franz Joseph I. im Porträt darstellt. Eine Gedenktafel aus Untersberger Marmor, welche in ihrer Inschrift der Teilnahme der Unkener an den Freiheitskämpfen in den Jahren 1800, 1805 und 1809 erinnert, wurde von Saalfeldener Steinmetzmeister Moritz Hilzensauer gefertigt.

## Errichtungsgeschichte

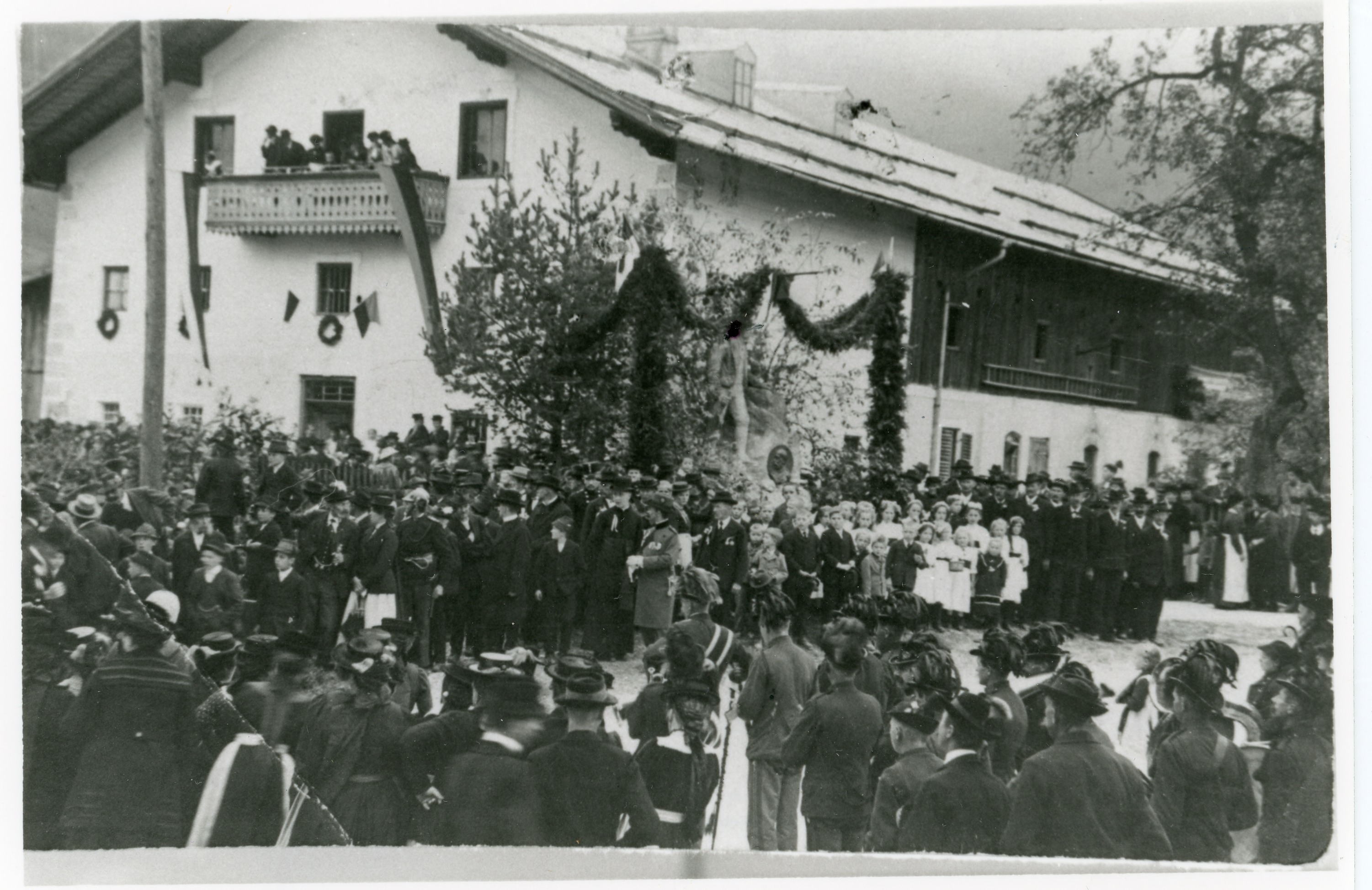
Einweihung des Denkmals vor dem Neuhauserbauer in Unken

Feldmesse zur Denkmaleinweihung am Kramerwirtsfeld

Im Rahmen einer zwanglosen Versammlung des Denkmalausschusses wurde beim Kramerwirt in Unken am 1. Dezember 1907 die Errichtung eines Denkmals beschlossen. Die Enthüllung des Freiheitskämpferdenkmals fand am 20. September 1908 in einem feierlichen Festakt statt, an welchem unter anderem 31 Vereine, sowie sechs Musikkapellen teilnahmen. Das Motto zur Enthüllungsfeier lautete: „Nur ein Volk, das seine Vergangenheit kennt und sich derselben bewusst ist, vermag seine Gegenwart zu verstehen und den aufsteigenden Weg in die Zukunft zu wandeln.“ Die Kosten für die Denkmalerrichtung beliefen sich auf insgesamt rund 4.000 Kronen(Kaufkraft im Jahr 2025: ca. 30.000 €), welche sich überwiegend durch Spendeneinnahmen und Verkaufserlösen aus Festabzeichen finanzierten.

## Tafelinschrift

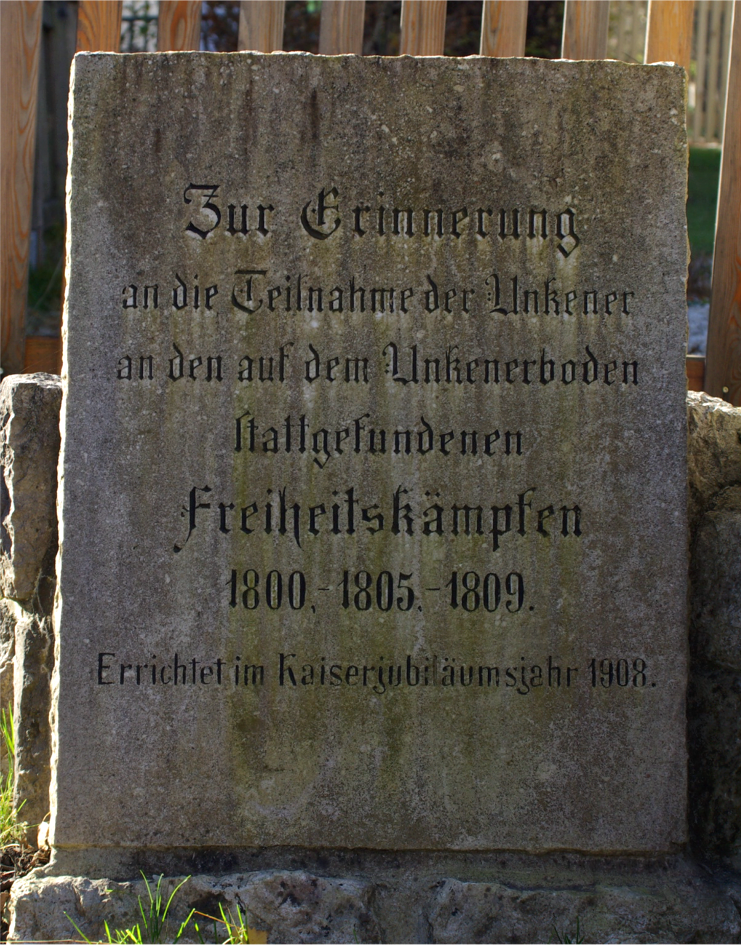
Gedenktafel des Freiheitskämpferdenkmals in Unken